# Amtsgericht Röbel

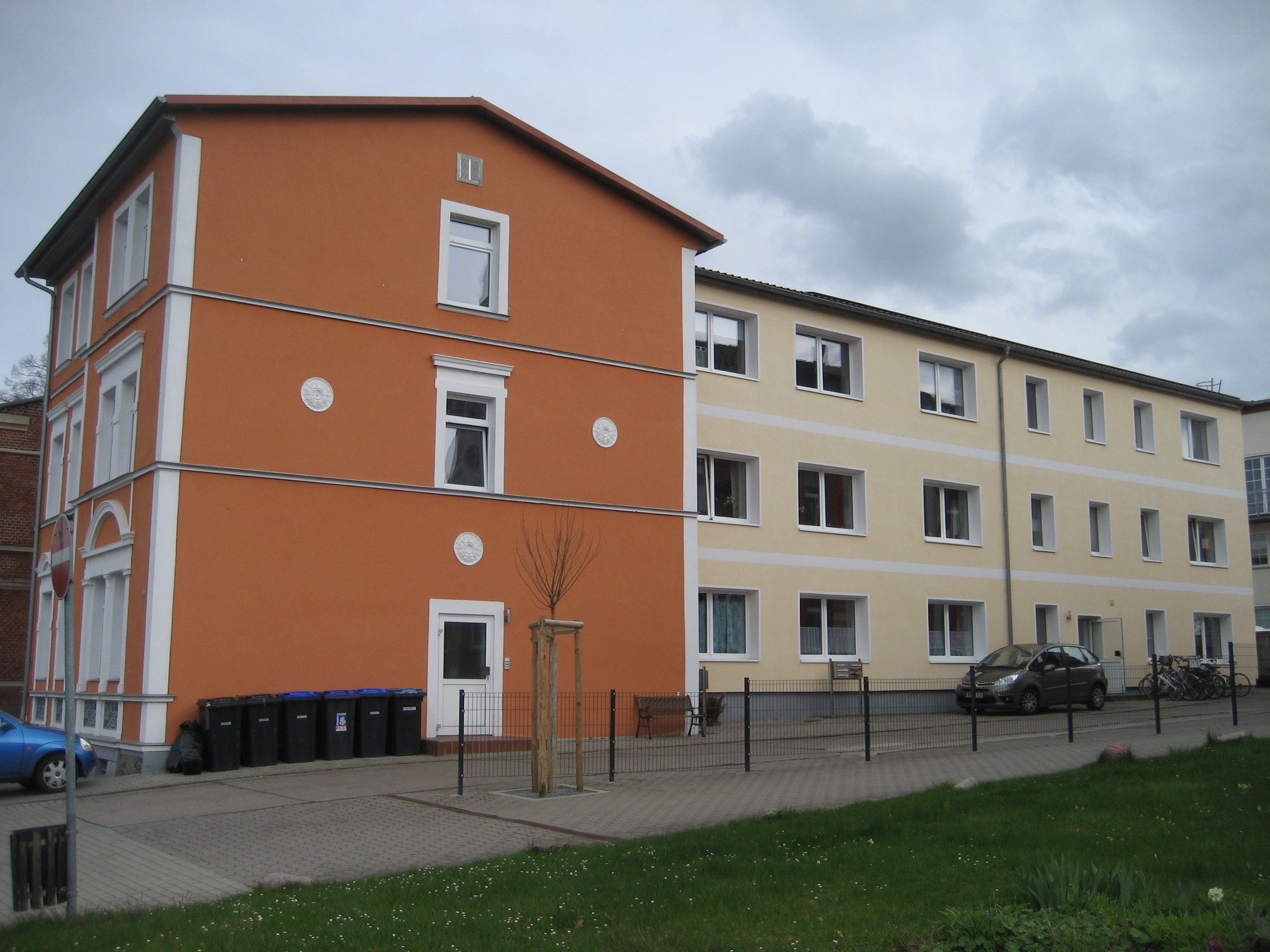
Gebäude des ehemaligen Amtsgerichts Röbel/Müritz (2016)

Das Amtsgericht Röbel war ein Gericht der ordentlichen Gerichtsbarkeit des Landes Mecklenburg-Vorpommern im Bezirk des Landgerichts Neubrandenburg und vorher in Mecklenburg-Schwerin.

## Gerichtssitz und -bezirk
Das Gericht hatte seinen Sitz in der Stadt Röbel/Müritz. Der Gerichtsbezirk umfasste das Gebiet des damaligen Landkreises Röbel/Müritz. Dem Amtsgericht Röbel/Müritz war das Landgericht Neubrandenburg übergeordnet. Zuständiges Oberlandesgericht war das Oberlandesgericht Rostock.

## Geschichte

### Mecklenburg-Schwerin
Im Rahmen der Reichsjustizgesetze wurden die bestehenden Gerichte des Großherzogtums Mecklenburg-Schwerin aufgelöst und Amts-, Landes- und Oberlandesgerichte gebildet. Das Amtsgericht Röbel war dem Landgericht Güstrow und dem Oberlandesgericht Rostock nachgeordnet. Am Gericht bestand 1880 eine Richterstelle. Das Amtsgericht war damit ein kleines Amtsgericht im Landgerichtsbezirk.
Sein Gerichtsbezirk umfasste die Stadt Röbel, und Teile des Dominialamtes Wredenhagen (Kambs, Kieve, Minzow, Neuhof, Vipperow, Wredenhagen und Zepkow), des ritterschaftlichen Amtes Lübz (Darze und Käselin) des ritterschaftlichen Amtes Plau (Hof und Dorf Rossow), der größte Teil des ritterschaftlichen Amtes Wredenhagen, einen Teil des Klosteramtes Dobbertin (Diemitz, Lärz, Schamper Mühle, Forsthof Schwarzerhof, Dorf Schwarz). Marienfelde mit dem s.g. reservierten Kirchenfelde und den Ländereien der Alt-Röbeler Pfarre sowie dem südlichen Teil der Müritz.

### DDR
In der DDR wurden die Amtsgerichte 1952 aufgelöst und einheitlich Kreisgerichte gebildet. In Röbel entstand so das Kreisgericht Röbel, welches dem Bezirksgericht Neubrandenburg nachgeordnet war. Gerichtssprengel war der Kreis Röbel.

### Nach dem Jahr 1989
Nach dem Zusammenbruch der DDR wurden die Kreisgerichte wieder aufgehoben und erneut Amtsgerichte, darunter das Amtsgericht Röbel, gebildet. Am 31. Dezember 1997 wurde das Gericht aufgehoben und in eine Zweigstelle des Amtsgerichts Waren (Müritz) umgewandelt. Die Zweigstelle wurde am 1. April 2002 geschlossen.

## Gebäude
Das Gericht war in einem Gebäude unter der Anschrift Bahnhofstraße 33 untergebracht.